# Rootsreggae
Rootsreggae is een muziekgenre dat ontstaan is in Jamaica.
Rootsreggae is een subgenre van reggae legt vaak de nadruk op het harde leven in de getto's in Jamaica en op het rastafarigeloof.
Bekende rootsartiesten zijn onder andere Bob Marley, Burning Spear, Peter Tosh en Black Uhuru.